# Steinbach International

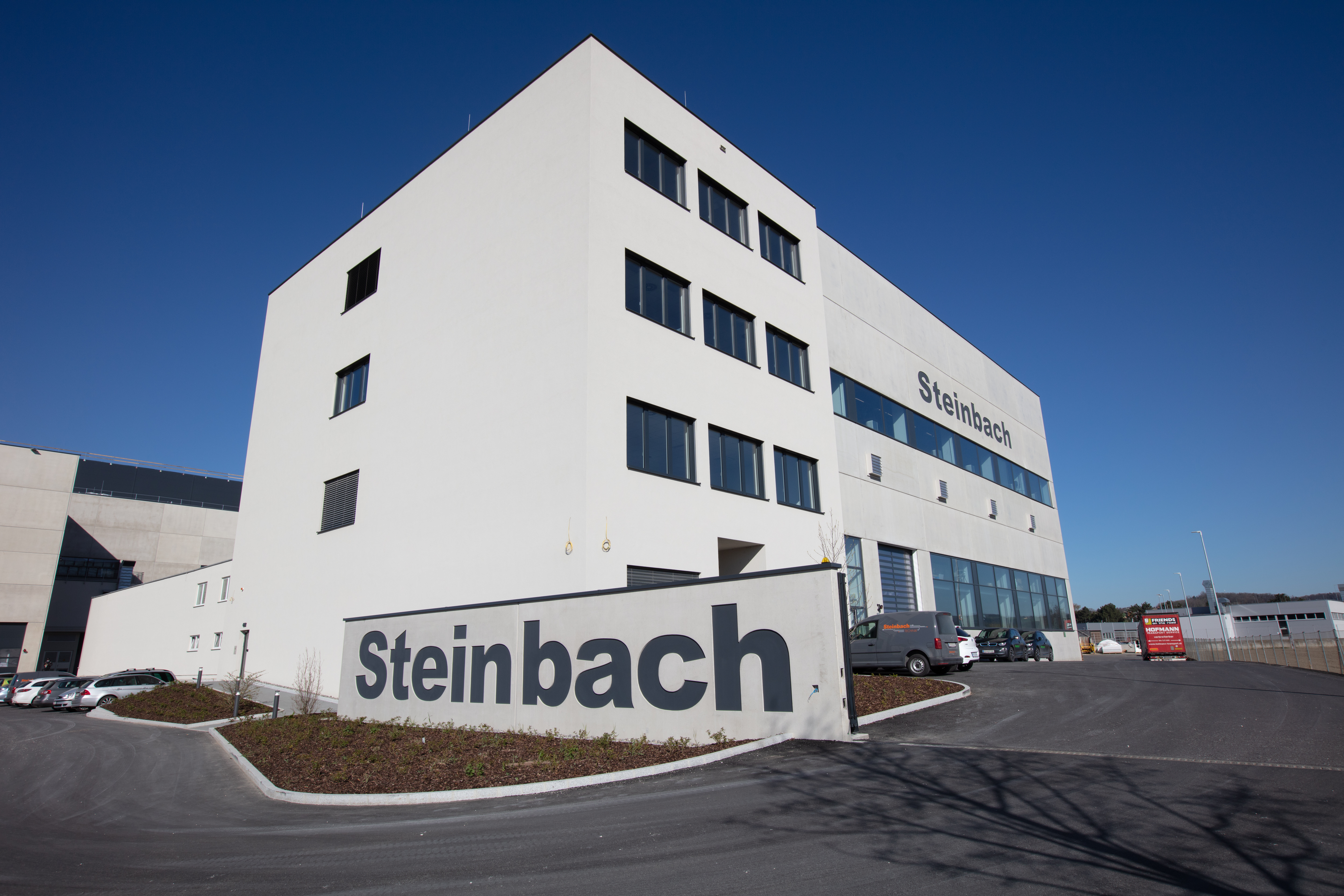

Die Steinbach International GmbH ist ein oberösterreichisches Familienunternehmen mit Firmensitz in Schwertberg, Österreich. Ursprünglich im Wollhandel tätig, begann das Unternehmen in den 1990er-Jahren mit dem Verkauf von Schwimmbädern und Zubehör. Nach mehreren Jahren reinen Handels startete die Firmengruppe mit dem Aufbau einer eigenen Produktion. Das Angebot im heimischen Handel umfasst mittlerweile unter anderem Pools, Filteranlagen, Wasserpflege, Zubehör, Solarduschen und aufblasbare Fun-Produkte. In der hauseigenen Produktion in Schwertberg werden unter anderem Gebinde, die Etikettierung sowie die Verpackungen erzeugt. 

## Geschichte
1934 wurde das Unternehmen (Steinbach-Wolle) durch Leopold Steinbach gegründet. Seit 1999 ist das Unternehmen in der Poolbranche tätig. Mit den Mitarbeitern des in China ansässigen Joint Venture und der anderen Niederlassungen hat das Unternehmen eine Belegschaft von 300 Mitarbeitern (Stand 29. Oktober 2020). Neben der Zentrale in Schwertberg, die ein Bürogebäude und drei Werke inkludiert, verfügt Steinbach International über Lager in Frankreich und Spanien.

## Sponsoring & Branding

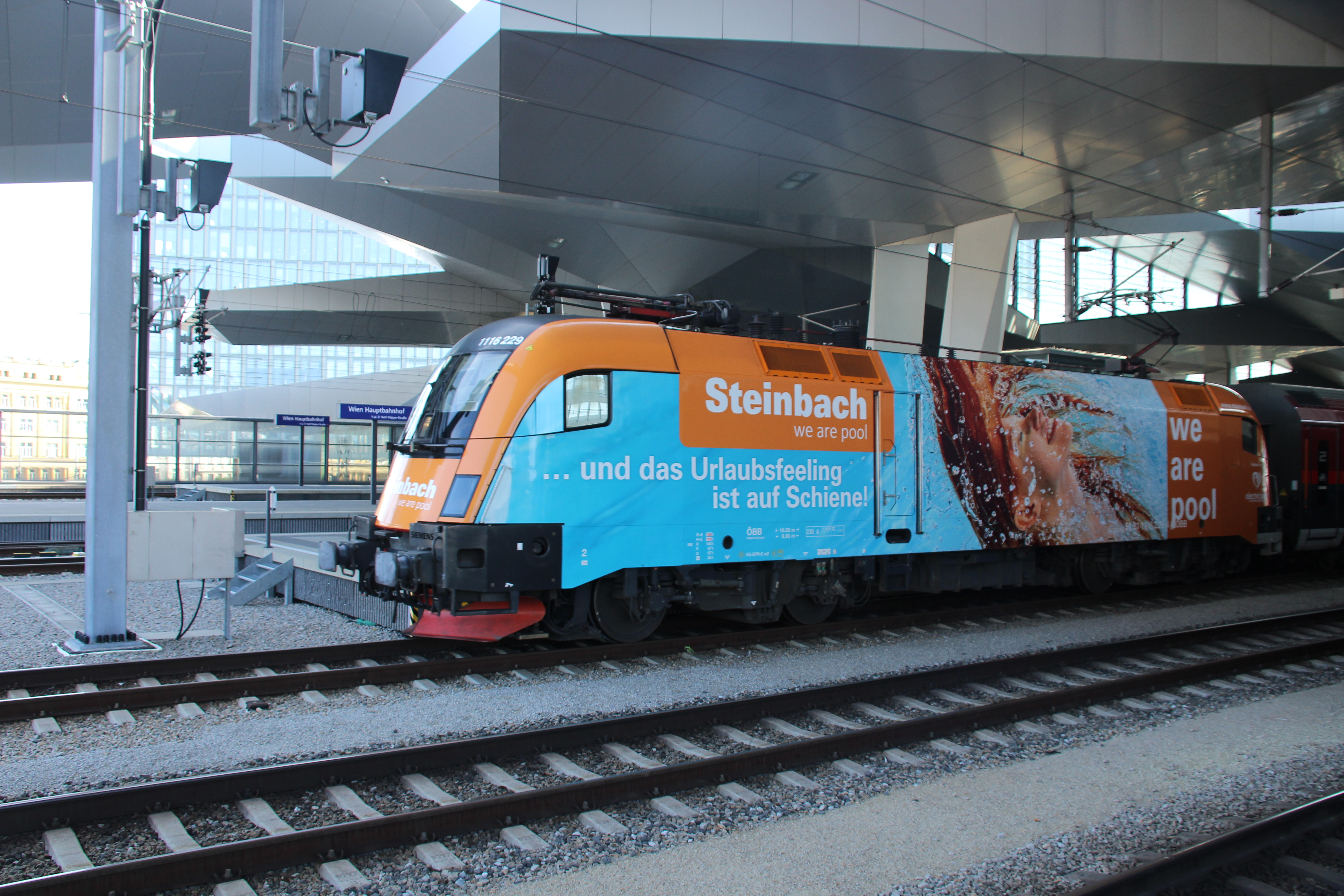
ÖBB 1116 229 mit Steinbach Branding am Wiener Hauptbahnhof (2020)

Steinbach International fungiert seit 9. Oktober 2020 als Hauptsponsor des Linzer Eishockey Vereins Steinbach Black Wings Linz 1992. Außerdem schmückte das Steinbach International Logo von 2020 bis 2022 eine Taurus-Lok der Österreichischen Bundesbahnen.